# ギター・スリンガー (ジョニー・ウィンターのアルバム)
『ギター・スリンガー』（Guitar Slinger）は、アメリカ合衆国のブルース・ミュージシャン、ジョニー・ウィンターが1984年に発表したスタジオ・アルバム。4年振りのスタジオ・アルバムである。アリゲーター・レコード移籍第1弾アルバムで、同社を設立したブルース・イグロアが共同プロデューサーとして参加した。

## 解説
アルバート・コリンズをサポートしたアイスブレイカーズのメンバーであるジョニー・B・ゲイデンやケイシー・ジョーンズが、レコーディングに参加した。
ウィンターのアルバムとしては6年振りに、Billboard 200入りを果たした。本作は、グラミー賞最優秀トラディショナル・ブルース・レコーディング部門にノミネートされた。

## 収録曲
1. "It's My Life, Baby" (Don Robey) - 4:11
2. "Don't Take Advantage of Me" (Lee Baker Jr.) - 5:24
3. "Iodine in My Coffee" (Muddy Waters) - 3:56
4. "Trick Bag" (Earl King) - 3:20
5. "Mad Dog" (Shuler & Sheffield) - 4:27
6. "Boot Hill" (Writer & publisher unknown) - 3:35
7. "I Smell Trouble" (Don Robey) - 4:48
8. "Lights Out" (Mac Rebennack, Seth David) - 2:35
9. "Kiss Tomorrow Goodbye" (Alfred Reed) - 3:56
10. "My Soul" (Jamesett Hawkins) - 3:49

## 参加ミュージシャン
- ジョニー・ウィンター - ボーカル、ギター
- ケン・セイダック - ピアノ
- ジョニー・B・ゲイデン - ベース
- ケイシー・ジョーンズ - ドラムス
- ビリー・ブランチ - ハーモニカ(on 3.)
- ジーン・バージ - テナー・サックス(on 8.)、ホーン・アレンジ
- ザ・メロウ・フェロウ・ホーンズ - ホーン・セクション